# Buxar
Buxar (o Buxer) è una suddivisione dell'India, classificata come municipality, di 82.975 abitanti, capoluogo del distretto di Buxar, nello stato federato del Bihar. In base al numero di abitanti la città rientra nella classe II (da 50.000 a 99.999 persone).

## Geografia fisica
La città è situata a 25° 34' 60 N e 83° 58' 60 E e ha un'altitudine di 55 m s.l.m..

## Società

### Evoluzione demografica
Al censimento del 2001 la popolazione di Buxar assommava a 82.975 persone, delle quali 44.415 maschi e 38.560 femmine. I bambini di età inferiore o uguale ai sei anni assommavano a 13.200, dei quali 6.560 maschi e 6.640 femmine. Infine, coloro che erano in grado di saper almeno leggere e scrivere erano 56.131, dei quali 33.411 maschi e 22.720 femmine.